# دندربيونينة
الدندربيونينة (الاسم العلمي: Dendrobiinae) هي عمارة من النباتات تتبع الفصيلة السحلبية من رتبة الهليونيات.

## أجناس الدندربيونينة
- الدندربيون
- Acrochaene
- ورق بصلي
- Chaseella
- ورق بصلي
- ورق بصلي
- ورق بصلي
- Pedilochilus
- ورق بصلي
- ورق بصلي